# Lukov (powiat Bardejów)
Lukov (powiat Bardejów) – wieś (obec) w powiecie Bardejów w kraju preszowskim na Słowacji, w historycznym regionie Szarysz. Powierzchnia 28,586 km². Ludność 586 mieszkańców (spis ludności z 21.05.2011).

## Położenie
Lukov leży w północnej części Gór Czerchowskich, w dolinie źródłowego toku Topli. Leży ok. 2 km na południe od drogi nr 77 Stara Lubowla – Bardejów.

## Historia
Wzmiankowana już w XIII w., kiedy należała do feudalnego państwa Nový hrad. W XVIII w. folwark i okoliczne lasy należały do rodziny Aspremontów, a w XIX w. do hrabiów Anhaltów. Od 1771 r. we wsi funkcjonowała wytwórnia potażu, a w latach 1860-1872 papiernia. Mieszkańcy trudnili się hodowlą owiec, pracą w lesie, wypalaniem węgla drzewnego, produkcją gontów. W 1828 r. we wsi było 112 domów z 870 mieszkańcami. Od połowy XIX w. rozpoczęła się emigracja zarobkowa, najpierw na Węgry, później do Ameryki.
Jeszcze w 1943 r. do Lukova włączona została niewielka wioska Venécia, leżąca na zachodnim brzegu Topli. Wspominana ona była w 1410 r. jako opuszczona wieś, jednak już w 1427 r. miała znów 7 gospodarstw. Należała do feudalnego „państwa” Malcov we władaniu Kapych, Pulských, a w XIX w. Anhaltów. W 1828 r. było tu 41 domów z 336 mieszkańcami. Oryginalna nazwa Venécia pochodzi prawdopodobnie stąd, że działającą tu przez pewien czas hutę szkła mieli założyć majstrowie szklarscy z wyspy Murano w Wenecji. Inna wersja pochodzenia nazwy nawiązuje do wielkiego moru bydlęcego, który srożył się w tych okolicach pod koniec XVII w. i doprowadził do emigracji części mieszkańców Lukova. Wzdłuż rzeki Topli został wówczas utworzony kordon sanitarny strzeżony przez wojsko: mieszkańcy zachodniego brzegu rzeki mieli się czuć za wodą jak w Wenecji.

## Zabytki
- Cerkiew greckokatolicka w centrum wsi: murowana, klasycystyczna, z 1800 r., odnawiana w 1873 r.;
- Cerkiew greckokatolicka św. św. Kosmy i Damiana w części wsi zwanej Venécia, drewniana, z I połowy XVIII w.

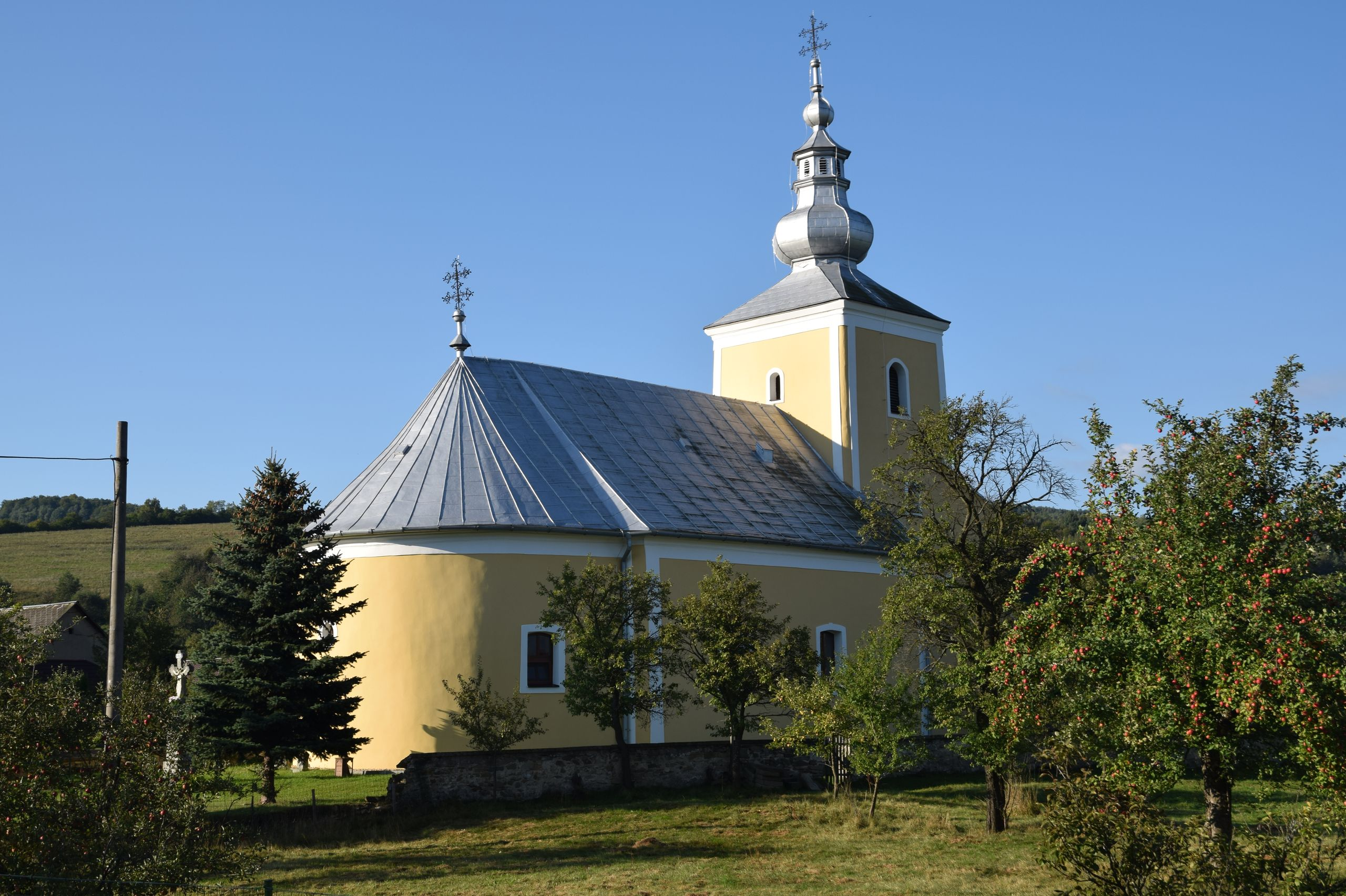
Zabytkowa cerkiew greckokatolicka (parafialna) z 1800
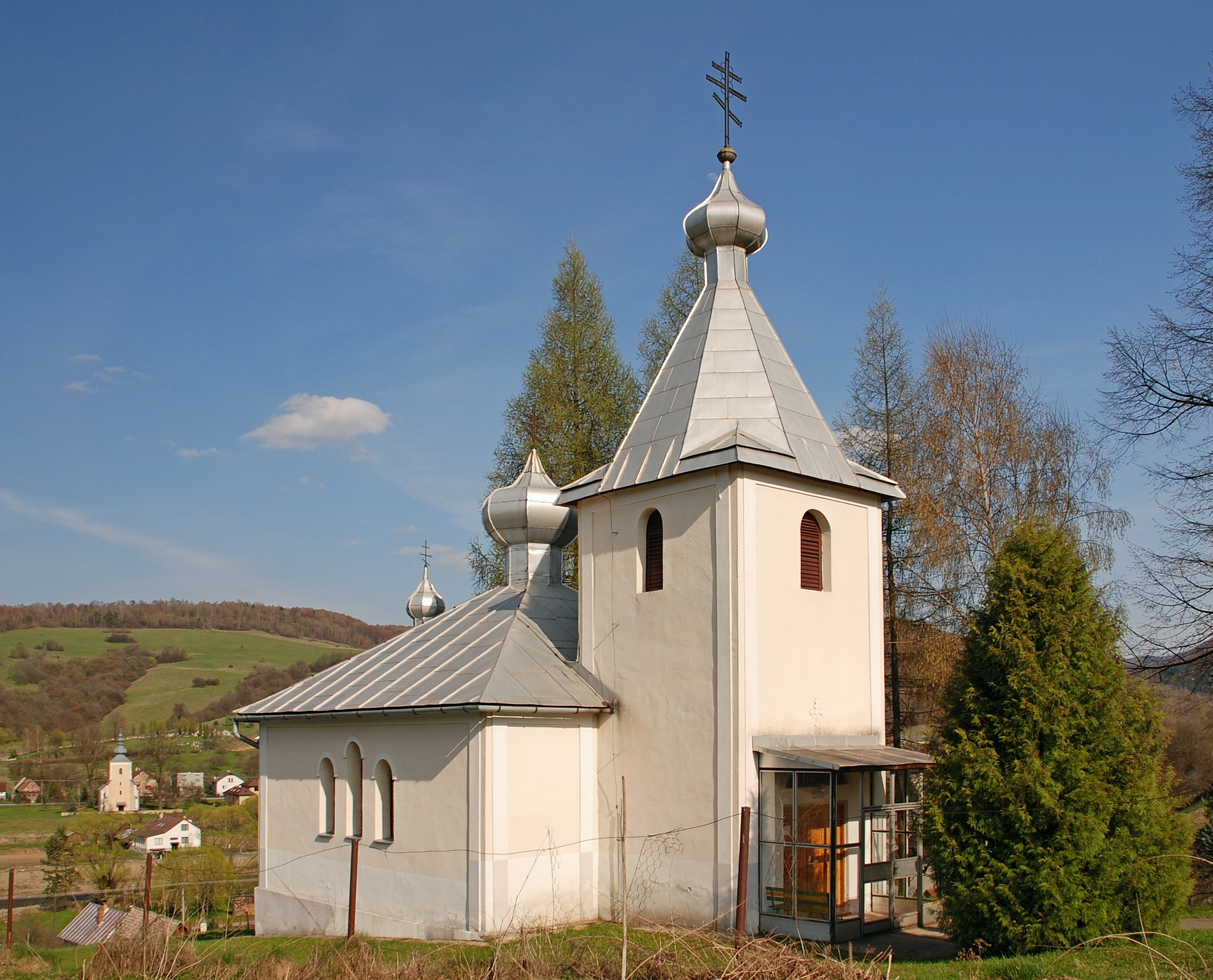
Cerkiew prawosławna pw. Zesłania Świętego Ducha